# Andrew Lindsay
Andrew Lindsay, född den 25 mars 1977 i Portree i Storbritannien, är en brittisk roddare.
Han tog OS-guld i åtta med styrman i samband med de olympiska roddtävlingarna 2000 i Sydney.